# 実利銀行
実利銀行：실리은행（シルリ ウネン：Silibank）は、朝鮮民主主義人民共和国の企業。貿易業ならびに同国における対外インターネットプロバイダー業を営んでいる。事務所及びサーバーは中華人民共和国の瀋陽市内にある北朝鮮独資の七宝山飯店（七宝山ホテル）5階にある。
名前に「銀行」とあるが、現時点では銀行業は行われていない。ただ、朝鮮語での「은행」（漢字表記では「銀行」）は、日本語と同様に「銀行」を表すことから、開設段階では銀行業を行う見込みがあった可能性が考えられる。